# O Holy Night
«Minuit, chrétiens», conocido en español como «Oh Santa noche» y en inglés como «O Holy Night» es un cántico navideño compuesto en 1847 con música del compositor Adolphe Adam y letra escrita en 1843 originalmente en lengua francesa por Placide Cappeau.
Compuesta para soprano y piano, este cántico frecuentemente se canta por un barítono o tenor solo acompañado al órgano durante la segunda misa navideña celebrada tradicionalmente el 24 de diciembre a medianoche.
El villancico hace referencia al nacimiento de Jesús y, desde su composición, ha sido versionado por multitud de cantantes y bandas musicales, por lo que se ha convertido en un clásico de los villancicos populares en las Navidades de todo el mundo, en especial de los países de habla inglesa.

## Versiones
Se han realizado numerosas versiones de esta canción desde versiones instrumentales hasta arreglos sinfónicos con coro y órgano.

## Letras
Minuits, chrétiens / Cantique de Noël:
Minuit, chrétiens, c'est l'heure solennelle,
Où l'Homme-Dieu descendit jusqu'à nous
Pour effacer la tache originelle
Et de Son Père arrêter le courroux.
Le monde entier tressaille d'espérance
En cette nuit qui lui donne un Sauveur.
Peuple à genoux, attends ta délivrance.
Noël, Noël, voici le Rédempteur,
Noël, Noël, voici le Rédempteur!
Le Rédempteur a brisé toute entrave:
La terre est libre, et le ciel est ouvert.
Il voit un frère où n'était qu'un esclave,
L'amour unit ceux qu'enchaînait le fer.
Qui Lui dira notre reconnaissance,
C'est pour nous tous qu'Il naît,
Qu'Il souffre et meurt.
Peuple debout! Chante ta délivrance,
Noël, Noël, chantons le Rédempteur,
Noël, Noël, chantons le Rédempteur!

Traducción literal al inglés:
(Nota: la versión O Holy Night no es una traducción directa de la francesa.)
Midnight, Christians is the solemn hour
When God as Man descends unto us
To erase the original stain (sin)
And end the wrath of his Father.
The entire world trembles with expectation
In this night that gives to us a Savior.
Fall on your knees, await your deliverance.
Noel, Noel, the Redeemer is here,
Noel, Noel, the Redeemer is here!
The redeemer has broken every shackle
The earth is free, and heaven is open.
He sees a brother where there was once only a slave
Those who had been chained together by iron, love now unites.
Who will tell Him of our gratitude
He is born for every one of us who suffers and dies.
Stand up. Sing of your deliverance.
Noel, Noel, the Redeemer is here,
Noel, Noel, the Redeemer is here!
Versión de John Sullivan Dwight, conocida como O Holy Night:
Oh holy night! The stars are brightly shining ,
It is the night of the dear Savior's birth.
Long lay the world in sin and error pining,
Till He appear'd and the soul felt its worth.
A thrill of hope the weary world rejoices,
For yonder breaks a new and glorious morn.
Fall on your knees! Oh, hear the angel voices!
Oh night divine, Oh night when Christ was born;
Oh night divine, Oh night, Oh night Divine.
Led by the light of Faith serenely beaming,
With glowing hearts by His cradle we stand.
So led by light of a star sweetly gleaming,
Here come the wise men from Orient land.
The King of Kings lay thus in lowly manger;
In all our trials born to be our friend.
He knows our need, to our weakness is no stranger,
Behold your King! Before Him lowly bend!
Behold your King, Behold your King.
Truly He taught us to love one another;
His law is love and His gospel is peace.
Chains shall He break for the slave is our brother;
And in His name all oppression shall cease.
Sweet hymns of joy in grateful chorus raise we,
Let all within us praise His holy name.
Christ is the Lord! O praise His Name forever,
His power and glory evermore proclaim.
His power and glory evermore proclaim.
O Holy Night - Version 2:
O! Holy night! The stars, their gleams prolonging,
Watch o'er the Eve of our dear Saviour's birth.
Long lay the world in sin and error, longing
For His appearance, then the Spirit felt its worth.
A thrill of hope; the weary world rejoices,
For yonder breaks a new and glorious morn.
Fall on your knees! Oh, hear the angel voices!
O night divine, the night when Christ was Born;
O night, O holy night, O night divine!
Led by the light of faith serenely beaming,
With glowing hearts we stand by the Babe adored.
O'er the world a star is sweetly gleaming,
And come now, Shepherds, from your flocks unboard.
The Son of God lay thus w'thin lowly manger;
In all our trials born to be our Lord.
He knows our need, our weakness never lasting,
Behold your King! By Him, let Earth accord!
Behold your King! By Him, let Earth accord!
Truly He taught us to love one another,
His law is love and His gospel is peace.
Long live His truth, and may it last forever,
For in His name all discordant noise shall cease.
Sweet hymns of joy in grateful chorus raise we,
With all our hearts we praise His holy name.
Christ is the Lord! Then ever, ever praise we,
His power and glory ever more proclaim!
His power and glory ever more proclaim!
(El segundo y tercer estribillo son, a veces, sustituidos por el primero).
Traducción al español de Minuit, Chrétiens (del original francés)
Medianoche, cristianos, es la hora solemne
en que Dios hecho hombre desciende hasta nosotros
para borrar la mancha original
y de Su Padre aplacar la ira
El mundo entero se estremece de esperanza
en esta noche que le brinda un salvador
De rodillas, pueblo, espera tu liberación
Navidad, Navidad, el Redentor está aquí
Navidad, Navidad, el Redentor está aquí
El redentor ha roto toda atadura
La tierra es libre, y el cielo está abierto
Él ve a un hermano en quien no era más que un esclavo
El amor une a los que el hierro encadenaba
¿Quién le dará nuestro agradecimiento?
Es por nosotros que Él nace,
que sufre y muere
Traducción al español de O Holy Night
Oh noche santa de estrellas refulgentes,
esta es la noche en que el salvador nació.
Tanto esperó el mundo en su pecado,
hasta que Dios derramó su inmenso amor
Un canto de esperanza, al mundo regocija,
por el que ilumina una nueva mañana;
ponte de rodillas, escucha reverente,
¡Oh noche divina! Cristo nació,
¡Oh noche divina! nació Jesús
Guía la luz de fe, serenamente,
de corazón ante su trono a adorar.
Oro, incienso y mirra antaño le trajeron,
la vida hoy le entregamos sin dudar
Al Rey de reyes cantamos esta noche
y su amor eterno proclame nuestra voz,
todos ante él, delante su presencia
postrados ante el rey, a nuestro Rey
Al Rey de los siglos, adoración
Nos enseñó amarnos uno al otro,
su voz fue amor, su evangelio es paz.
Nos hizo libres del yugo y las cadenas
de opresión, que en Su Nombre destruyó.
De gratitud y gozo, dulces himnos canta
el corazón humilde que a toda voz proclama
¡Cristo el salvador!, ¡Cristo el Señor!
Por siempre y para siempre, todo el honor
la gloria y el poder, sean para él.